# 2021年贊比亞大選
2021年贊比亞大選（英語：2021 Zambian general election）於2021年8月12日（星期四）舉行，選出新一屆赞比亚总统和赞比亚国民议会議員。時任總統埃德加·倫古在本次大選爭取連任。

## 選舉制度
總統選舉採取两轮选举制。
國民議會的167席中，156席由單議席選區選出，以領先者當選，8席由總統委任，另外3席是官守議員（副總統、議長和其中一名副議長）。投票年齡是18歲，成為國民議會議員候選人需年滿21歲。

## 選舉結果
2021年8月16日凌晨，贊比亞選舉委員會公佈全國156個選區的其中155個的計票結果。第六次參選總統的反對派候選人哈凯恩德·希奇莱马取得約281萬票，滿足首輪投票的過半數票門檻當選下任總統，而爭取連任的埃德加·倫古取得約181萬票。部分總統候選人承認敗選及祝賀希奇萊馬。倫古宣稱在三個反對派票倉省份（南部省、西北省和西部省）的選舉不自由和不公正，他其後在8月16日承認敗選和祝賀希奇萊馬。
| 候选人                           | 候选人             | 政党               | 票数      | %      |
| -------------------------------- | ------------------ | ------------------ | --------- | ------ |
|                                  | 哈凯恩德·希奇莱马  | 国家发展统一党     | 2,810,757 | 59.38  |
|                                  | 埃德加·倫古        | 爱国阵线           | 1,814,201 | 38.33  |
|                                  | 其他14位候選人合計 |                    | 108,329   | 2.29   |
| 总共                             | 总共               | 总共               | 4,733,287 | 100.00 |
|                                  |                    |                    |           |        |
| 有效票数                         | 有效票数           | 有效票数           | 4,733,287 | 97.43  |
| 无效及空白票数                   | 无效及空白票数     | 无效及空白票数     | 124,906   | 2.57   |
| 总票数                           | 总票数             | 总票数             | 4,858,193 | 100.00 |
| 已登记选民／投票率               | 已登记选民／投票率 | 已登记选民／投票率 | 7,023,499 | 69.17  |
| 资料来源：ECZ（155個選區的結果） |                    |                    |           |        |